# Diocesi di Turuda
La diocesi di Turuda (in latino: Dioecesis Turudensis) è una sede soppressa e sede titolare della Chiesa cattolica.

## Storia
Di questa antica diocesi dell'Africa romana, forse nell'odierna Algeria, nulla si conosce, nemmeno la sua localizzazione geografica. L'unico dato certo è che alla conferenza di Cartagine del 411, che vide riuniti assieme i vescovi cattolici e donatisti dell'Africa romana, era presente il cattolico Venusto, episcopus plebis Turudensis.
Dal 1989 Turuda è annoverata tra le sedi vescovili titolari della Chiesa cattolica; dal 20 gennaio 2010 il vescovo titolare è Woldeghiorghis Matheos, già vicario apostolico di Hosanna.

## Cronotassi

### Vescovi
- Venusto † (menzionato nel 411)

### Vescovi titolari
- Sigitas Tamkevičius, S.I. (8 maggio 1991 - 4 maggio 1996 nominato arcivescovo di Kaunas)
- Eugenio Romero Pose † (7 marzo 1997 - 25 marzo 2007 deceduto)
- Anthony Ademu Adaji, M.S.P. (28 giugno 2007 - 1º giugno 2009 nominato vescovo di Idah)
- Woldeghiorghis Matheos, dal 20 gennaio 2010